# Confederação Operária Brasileira
La Confederação Operária Brasileira (COB) (en español: Confederación Obrera Brasileña), fue una asociación de sindicatos de Brasil. Estuvo organizada a través de sindicatos de artes y oficios varios y tenía ideas anticapitalistas tomadas del sindicalismo revolucionario y el anarcosindicalismo.
Originalmente fundada en 1906, se disolvió oficialmente en 1915. Simpatizantes del anarcosindicalismo intentaron refundarla en 1986.

## Historia

### Fundación, auge y decadencia

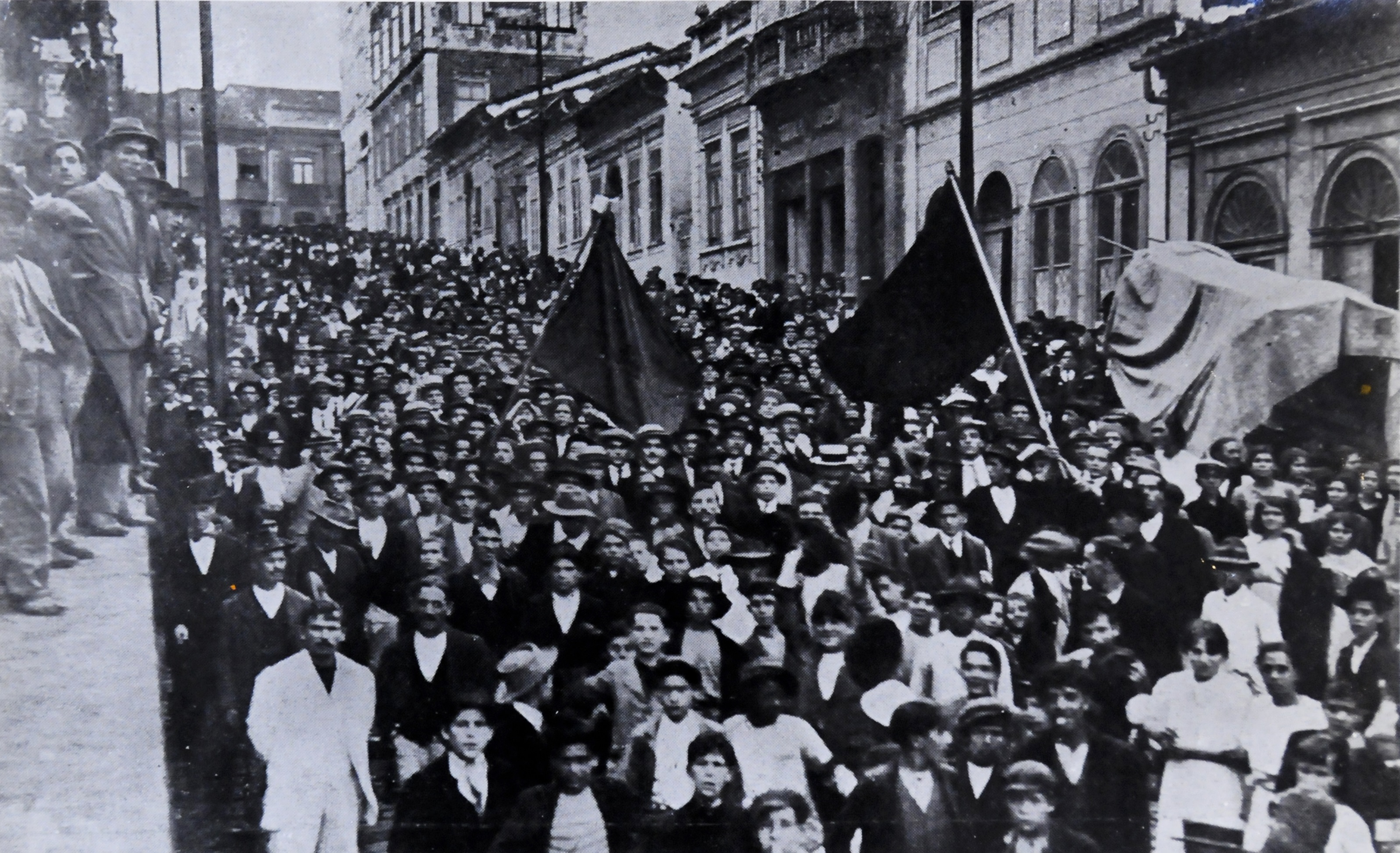
Trabajadores con banderas anarquistas en una vía de Sao Paulo durante la huelga general de 1917.

Fue creada en 1906 en el Congreso de los Trabajadores de Brasil, que determinaron el inicio de su funcionamiento para 1908. Inspirada en el modelo de la CGT francesa, la que era por entonces fiel al sindicalismo de la Primera Internacional, tuvo su sede provisional en la calle del Hospicio, 156, en Río de Janeiro, siendo su secretario general por ese entonces Ramiro Moreira Lobo.
Aunque se había disuelto a nivel nacional en 1915, sus bases tuvieron un papel protagónico en la huelga general de São Paulo del mes de julio de 1917. Su militancia fue intensa, debido a que el sindicalismo brasileño era influido de manera relevante por sindicatos revolucionarios y anarquistas liderados especialmente por la sección de la COB de Sao Paulo (FOSP), esta sección sobrevivió a la disolución y se mantuvo hasta que empezó a decaer a partir de 1935 con la dictadura de Gertulio Vargas y porque la mayor parte del sindicalismo empezaba a ser controlado por partidos políticos, hasta en la práctica desaparecer. Luego de esto siguieron existiendo pequeños grupos obreros con simpatías sindicalistas revolucionarias pero que solo a partir de la década de los 1970 empezaron a recobrar algo de su presencia en el movimiento sindical.

### Intentos de refundación

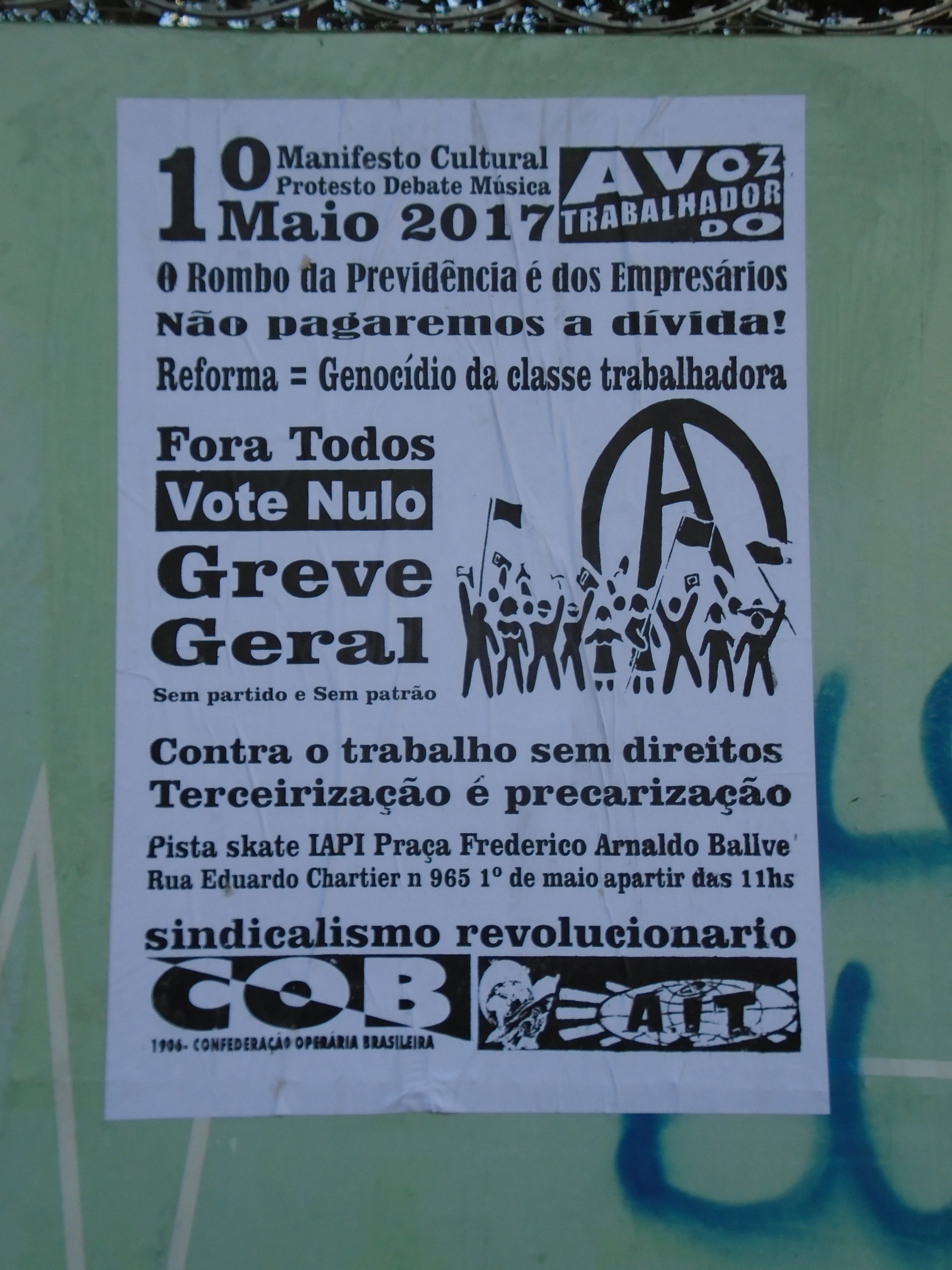
Cartel en 2017 tomando el nombre de COB

Ante el aumento de la influencia del Partido de los Trabajadores en los 1970 en el sindicalismo brasileño, grupos obreros que querían mantenerse independientes de la influencia del PT forman grupos de "oposición sindical" que actuaron entre 1979 y 1984. En estos grupos participaban simpatizantes de ideas anarcosindicalistas. En el congreso de formación de la CUT brasileña (en que se unieron diversas facciones sindicales), con afinidad al PT brasileño, se rechazaron a los grupos de "oposición sindical". A partir de este hecho se articulan grupos regionales aprovechando el Congreso Anarquista brasileño por los 100 años del 1 de mayo, haciendo que en 1986 surja el Movimiento por la Reactivación COB/AIT.
Este intento de "refundación" de la Confederação Operária Brasileira seguía una línea anarcosindicalista (la COB histórica no tenía una definición tan estricta) afiliada internacionalmente a la Asociación Internacional de los Trabajadores (AIT). En los 1990 perdió fuerza la iniciativa de reactivarla formalmente por parte de grupos obreros, aunque se registra que hasta 2005, e incluso posteriormente de forma esporádica, grupos de subculturas urbanas con simpatías anarquistas y sin relación directa con el mundo obrero o sindical, seguían realizando pequeñas actividades en nombre de la organización que formalmente nunca fue refundada.